# Hacienda del Medio
Pour les articles homonymes, voir Hacienda.
Hacienda del Medio est, selon l'institut national de la statistique vénézuélien, la capitale de la paroisse civile de José Vidal Marcano de la municipalité de Tucupita dans l'État de Delta Amacuro. De facto, elle constitue l'un des quartiers nord-ouest de Tucupita, chef-lieu de la municipalité, et se situe dans la paroisse civile de San José.